# Phong Phú (phường)
Phong Phú là một phường thuộc thành phố Huế, Việt Nam.

## Lịch sử
Ngày 12 tháng 1 năm 1984, Hội đồng Bộ trưởng ban hành Quyết định số 7-HĐBT về việc:
- Sáp nhập thôn Tân Hội và thôn Mỹ Hòa của xã Phong Hải vào xã Điền Lộc.
- Sáp nhập thôn Thế Mỹ A và thôn Thế Mỹ B của xã Phong Hải vào xã Điền Hòa.

Xã Điền Hòa có 11 thôn: 1, 2, 3, 4, 5, 6, 7, 8, 9, 10, 11. Xã Điền Lộc có 7 thôn: Giáp Nam, Mỹ Hòa, Nhất Đông, Nhất Tây, Nhì Đông, Nhì Tây, Tân Hội.
Ngày 30 tháng 11 năm 2024:
- Quốc hội ban hành Nghị quyết số 175/2024/QH15[2] về việc thành lập thành phố Huế trực thuộc trung ương trên cơ sở toàn bộ diện tích và dân số tỉnh Thừa Thiên Huế.
- Ủy ban Thường vụ Quốc hội ban hành Nghị quyết số 1314/NQ-UBTVQH15[1] về việc sắp xếp đơn vị hành chính cấp huyện, cấp xã của thành phố Huế giai đoạn 2023 – 2025 (nghị quyết có hiệu lực từ ngày 1 tháng 1 năm 2025). Theo đó, thành lập phường Phong Phú thuộc thị xã Phong Điền trên cơ sở toàn bộ 13,61 km² diện tích tự nhiên, quy mô dân số là 5.561 người của xã Điền Lộc và toàn bộ 13,55 km² diện tích tự nhiên, quy mô dân số là 4.571 người của xã Điền Hòa.

Phường Phong Phú có 27,16 km² diện tích tự nhiên và quy mô dân số là 10.132 người.
Ngày 14 tháng 1 năm 2025, UBND TP. Huế ban hành Quyết định số 94/QĐ-UBND về việc:
- Chuyển Thôn 1 thành tổ dân phố 1.
- Chuyển Thôn 2 thành tổ dân phố 2.
- Chuyển Thôn 3 thành tổ dân phố 3.
- Chuyển Thôn 4 thành tổ dân phố 4.
- Chuyển Thôn 5 thành tổ dân phố 5.
- Chuyển Thôn 6 thành tổ dân phố 6.
- Chuyển Thôn 7 thành tổ dân phố 7.
- Chuyển Thôn 8 thành tổ dân phố 8.
- Chuyển Thôn 9 thành tổ dân phố 9.
- Chuyển thôn Giáp Nam thành tổ dân phố Giáp Nam.
- Chuyển thôn Mỹ Hòa thành tổ dân phố Mỹ Hòa.
- Chuyển thôn Nhất Đông thành tổ dân phố Nhất Đông.
- Chuyển thôn Nhất Tây thành tổ dân phố Nhất Tây.
- Chuyển thôn Nhì Đông thành tổ dân phố Nhì Đông.
- Chuyển thôn Nhì Tây thành tổ dân phố Nhì Tây.
- Chuyển thôn Tân Hội thành tổ dân phố Tân Hội.
- Chuyển thôn Thế Mỹ A thành tổ dân phố Thế Mỹ A.
- Chuyển thôn Thế Mỹ B thành tổ dân phố Thế Mỹ B.

Ngày 12 tháng 6 năm 2025, Ủy ban Thường vụ Quốc hội ban hành Nghị quyết số 1675/NQ-UBTVQH15 về việc sắp xếp các đơn vị hành chính cấp xã của thành phố Huế. Theo đó, toàn bộ diện tích tự nhiên, quy mô dân số của phường Phong Phú và xã Phong Thạnh thành phường mới có tên gọi là phường Phong Phú.